# Insémination artificielle

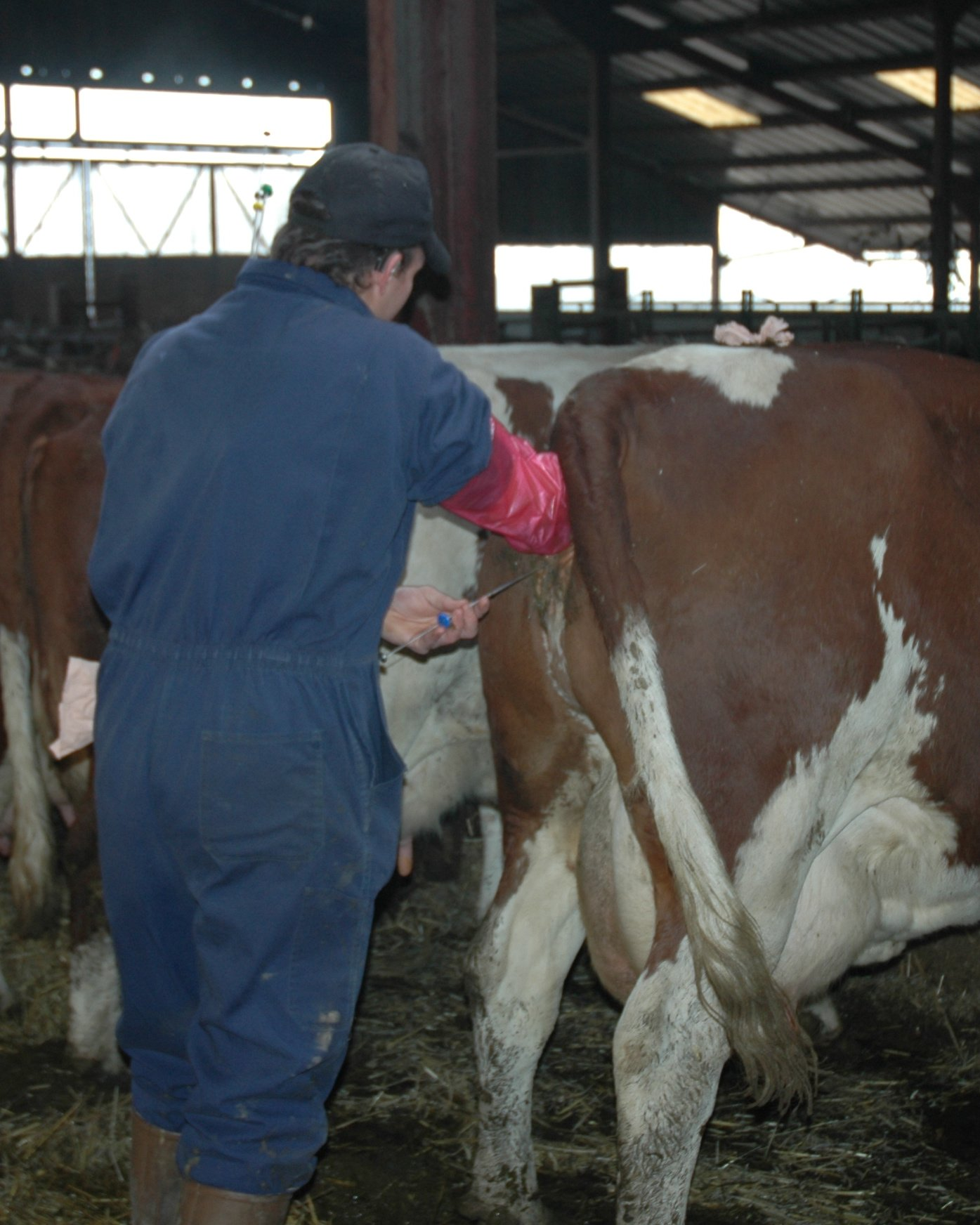
Insémination animale sur une vache de race montbéliarde. L'inséminateur immobilise le col de l'utérus par voie rectale et injecte le contenu de la paillette de semence préalablement décongelée au bain-marie.

L'insémination artificielle (ou insémination animale, en élevage) est une technique de reproduction assistée consistant à placer du sperme dans l'utérus sans qu'il y ait de rapport sexuel. L’on parle d’IAD (insémination artificielle avec don de sperme) lorsque le sperme provient d’une banque du sperme. Cette technique permet aux couples humains qui ne peuvent pas avoir d'enfant pour des raisons de défaut des spermatozoïdes (difformes, trop lent...) d'en avoir tout de même.
Lorsque l'on procède à une insémination artificielle non médicalisée, on parle d'insémination artisanale.

## Historique
L'insémination artificielle est une « biotechnologie » qui était déjà pratiquée par les Arabes au XIVe siècle sur les juments.
Cet ouvrage est disponible et consultable sur demande à la bibliothèque de Sanaa auprès de l'Ambassade de France au Yémen.
La première observation de spermatozoïdes est réalisée par Antoni van Leeuwenhoek et son assistant, Hamm, en 1678, qui décrivent ce qu'ils appellent des « animalcules ». Leeuwenhoek, un drapier, n’avait pas d’éducation formelle avancée et ne maîtrisait donc pas le latin, lingua franca de l’époque. Cependant, il ajustait les lentilles de ses premiers microscopes si précisément que les spermatozoïdes étaient visibles.
Un autre siècle s’est écoulé avant que la première insémination réussie ne soit effectuée par Spallanzani (1784) chez une chienne, qui a mis bas trois petits 62 jours plus tard. Spallanzani a d’abord été formé pour être prêtre, mais il avait un grand intérêt pour l’histoire naturelle et a poursuivi dans cette voie, comme professeur d’histoire naturelle à Pavie.
Encore un siècle s’écoule avant que Heape (1897) et d’autres dans plusieurs pays rapportent l'utilisation de l’IA dans des études isolées avec des lapins, des chiens et des chevaux. Cette avancée a conduit Cambridge à devenir un centre mondial d’études sur la reproduction.
La première insémination artificielle sur un être humain eut lieu à peine neuf ans plus tard, en 1789, lorsque le chirurgien écossais John Hunter obtint une grossesse en déposant les spermatozoïdes du conjoint dans l'utérus de sa femme. Et c'est en 1884 que fut publié à Philadelphie la première insémination artificielle issue d'un donneur, réussie, grâce au Dr. William Pancoast.
La technique a été perfectionnée au début du XXe siècle par des vétérinaires et des scientifiques, et a commencé à être utilisée couramment à partir des années 1940. Elle est à l'origine utilisée pour l'amélioration des races bovines, avant de voir son champ d'applications étendu à d'autres espèces d’intérêt zootechnique, dont l'espèce humaine (pour laquelle elle permet de remédier à certains cas d'infertilité).
Le terme est utilisé dès 1936 par Lucien Cuénot et Jean Rostand dans leur livre Introduction à la génétique. Il est formé par dérivation du latin inseminare « semer dans, répandre dans, féconder ».

## Insémination artificielle chez  la chienne
L'insémination artificielle (IA) est recommandée lorsque le mâle est physiquement incapable de monter ou de pénétrer la chienne, lorsqu'il existe des anomalies vaginales telles qu'une sténose vaginale-vestibulaire, un vagin étroit, une cloison vaginale et une hyperplasie vaginale, ou lorsque les chiens mâles et femelles ne sont pas compatibles en termes de comportement.
Donc pour faire une insémination artificielle il faut avoir un tube à centrifuger en plastique et un vagin artificiel en latex de caoutchouc qui  sont utilisés pour collecter le sperme. L'odeur chaude d'une chienne stimule le mâle. Les deux premières fractions sont collectées, suivies d'une quantité suffisante de la troisième fraction (principalement du liquide prostatique) pour porter le volume total du sperme à 4 à 6 ml.
Il est possible d'introduire le sperme dans le vagin ou directement dans l'utérus à l'aide d'un cathéter IA norvégien ou d'une endoscopie par fibre optique. Les taux de mise bas pour l'insémination intra-utérine de sperme congelé, décongelé, frais et réfrigéré sont significativement plus élevés avec l'utilisation d'un cathéter d'IA utilisé en Norvège,. La chienne est soit debout sur ses quatre pattes, soit debout avec l'arrière-train relevé pour l'insémination transcervicale. Le tube de guidage et le cathéter IA sont insérés dans le vestibule jusqu'au pseudocol. Le col de l'autre main est ensuite localisé et fixé par palpation abdominale ferme, auquel cas le cathéter est ensuite inséré le long du pli.

## Insémination artificielle chez les rats
L'insémination artificielle (IA) chez le rat est compliquée par la coagulation rapide du sperme, surtout lorsque celui-ci est obtenu par électroéjaculation, en raison des apports des glandes coagulantes et des vésicules séminales. Ces glandes peuvent être retirées chirurgicalement sans compromettre les taux de fertilité liés à l'IA. Alternativement, le sperme peut également être collecté par prélèvement directement sur l'épididyme, mais probablement pas plus de deux fois sur chaque rat mâle. Les spermatozoïdes de la partie proximale de la queue de l'épididyme auraient une plus grande fertilité que les spermatozoïdes de la partie médiane ou caudale. Une fois collectés, les spermatozoïdes peuvent être introduits chirurgicalement directement dans l'utérus des femelles en chaleur. Une étape essentielle pour assurer le succès de l'IA est l'induction d' une pseudo-grossesse chez la femelle receveuse par un accouplement préalable avec un mâle vasectomisé, par stimulation mécanique du vagin ou par stimulation électrique du col de l'utérus.

## Insémination artificielle chez  ruminant (ovins, caprins et bovins )
L’IA fait désormais partie intégrante de la gestion des troupeaux laitiers ; l'insémination naturelle chez les bovins laitiers est relativement rare en France.
Les techniciens exécutant la technique d'IA sont disponibles dans les entreprises commerciales, bien que dans de nombreuses fermes laitières, les employés soient formés à l'IA. Chez les moutons, l’IA est plus difficile que chez les bovins.
L'IA laparoscopique implique l'instillation chirurgicale de sperme dans l'utérus par une petite ouverture abdominale. La procédure a atteint un taux de grossesse allant jusqu'à 70 % avec du sperme congelé, mais elle est techniquement complexe et coûteuse. L'IA cervicale implique l'introduction transvaginale de sperme dans le col de l'utérus. Une modification de cette technique, l'IA transcervicale, permet une pénétration à travers le col de l'utérus jusqu'à l'utérus: cette méthode (appelée Guelph System for Transcervical AI) permet une pénétration réussie dans l'utérus chez jusqu'à 75 % des brebis lorsqu'elle est exécutée par un inséminateur expérimenté.
La fertilité se définit comme le taux de femelles saillies ou inséminées mettant bas. Il existe de très fortes différences entre espèces de la fertilité : la fertilité des caprins, ovins et vaches allaitantes atteint 55-65 % (après saillie naturelle ou IA), mais est plus réduite chez les vaches laitières  (30-50 % après IA) particulièrement chez les hautes productrices ou elle n'excède pas 30% environ. Le stress thermique (température et humidité élevées) la réduit également très fortement.

## Contrôle qualités d'insémination artificielle
La qualité du sperme est une pratique essentielle dans le domaine de la reproduction animale, notamment en termes d’insémination artificielle. L’objectif est d’évaluer la qualité du sperme selon plusieurs paramètres, qui comprennent surtout la mobilité, la morphologie, la concentration des spermatozoïdes, la viabilité et la pureté génétique. Ces évaluations sont nécessaires pour assurer le succès de l’insémination artificielle dans la reproduction animale. Au cours des dernières années, les techniques du contrôle qualité ont également évolué. Cela a été facilité par de nouvelles technologies, telles que l’analyse assistée par ordinateur des spermatozoïdes.
En bref, la vérification de la qualité du sperme est une pratique essentielle dans le domaine de l'insémination artificielle et de la reproduction animale, garantissant ainsi des résultats reproductifs optimaux et favorisant l'amélioration génétique des couples.
Les programmes de contrôle de la qualité du sperme et de fertilité des taureaux dans les organismes d’insémination artificielle sont importants pour garantir la qualité des produits de sperme vendus aux clients. Ces programmes ont pour objectif de garantir que le sperme produit par les fermes d’insémination artificielle et vendu aux clients est en mesure de produire des taureaux lorsqu’il est utilisé chez des vaches bien conditionnées. L’amélioration de la technologie dans le domaine de l’évaluation du sperme a contribué à améliorer la précision et la fiabilité des indicateurs de qualité, aidant ainsi à la préservation des normes dans l’industrie de l’insémination artificielle.
Selon des recherches, il a été démontré que l'association de méthodes d'évaluation du sperme, de fécondation in vitro et de performances reproductives in vivo peut être un indicateur précis de la fertilité des verrats. Il est donc essentiel de diminuer la quantité de spermatozoïdes présents dans les doses de sperme afin de détecter de manière efficace les verrats moins fertiles. En outre, on a observé une corrélation positive entre le taux de mise bas et le nombre total de porcelets nés, ainsi que la motilité progressive du sperme étendu après 7 et 10 jours, mettant ainsi en évidence l'importance de ces mesures pour améliorer la fertilité des verrats.
La qualité du sperme en insémination artificielle peut être améliorée en utilisant des techniques de pointe, en collectant et en analysant des données, en mettant en œuvre des programmes de contrôle qualité, en formant le personnel et en travaillant en collaboration avec des experts. Ces mesures visent à garantir des évaluations précises, à établir des corrélations significatives, à assurer la conformité aux normes de qualité, à renforcer les compétences du personnel et à bénéficier de connaissances spécialisées pour optimiser la fertilité et améliorer les performances reproductives.

## Insémination artificielle de la femme
La procréation médicalement assistée apporte une expertise médicale aux couples qui y font appel.
La sperme utilisé dans l'insémination artificielle peut être fourni par le mari ou le partenaire de la femme (sperme du partenaire) ou par un donneur de sperme connu ou anonyme (voir le don de sperme (sperme de donneur)). Les bénéficiaires de l'insémination artificielle sont des femmes qui désirent donner naissance à leur propre enfant, qu'elles soient célibataires, en couple lesbien ou en couple hétérosexuel mais avec un partenaire masculin qui est infertile ou qui a un handicap physique empêchant un rapport sexuel complet. Les techniques d'insémination artificielle étaient à l'origine principalement utilisées pour aider les couples hétérosexuels ayant des difficultés à concevoir. Avec les progrès des techniques dans ce domaine, notamment l'ICSI, l'utilisation de l'insémination artificielle pour ces couples est devenue largement superflue. Cependant, il existe encore des raisons pour lesquelles un couple pourrait choisir d'utiliser l'insémination artificielle en utilisant le sperme du partenaire masculin. Dans le cas de tels couples, avant que l'insémination artificielle ne soit envisagée comme solution, les médecins demanderont un examen à la fois de l'homme et de la femme impliqués afin d'éliminer tous les obstacles physiques les empêchant de concevoir naturellement, y compris tout facteur empêchant le couple d'avoir des rapports sexuels satisfaisants. Le couple subit également un test de fertilité pour déterminer la mobilité, le nombre et la viabilité du sperme masculin et le succès de l'ovulation de la femme. À partir de ces tests, le médecin peut ou non recommander une forme d'insémination artificielle. Les résultats des investigations peuvent, par exemple, montrer que le système immunitaire de la femme peut rejeter le sperme de son partenaire comme des molécules envahissantes.
De nos jours, Aujourd'hui, l'insémination artificielle chez les êtres humains est principalement utilisée comme substitut aux rapports sexuels pour les femmes sans partenaire masculin qui désirent avoir leurs propres enfants. Elles peuvent le faire en utilisant le sperme d'un donneur de sperme. Le sperme de donneur peut être utilisé de diverses manières, y compris dans le cadre de la FIV et de l'ICSI. Une femme qui souhaite avoir un enfant avec un donneur de sperme a généralement également accès à ces méthodes en plus de l'insémination artificielle. L'insémination intracervicale est la technique d'insémination la plus simple et la plus couramment utilisée, et elle peut être réalisée chez soi pour l'auto-insémination sans l'intervention d'un professionnel de la santé.
L'insémination artificielle artisanale est l'un des modes les plus répandus dans les communautés LGBT (lesbiennes, gays, bisexuels et transgenres) des pays dont la législation réserve la PMA aux couples hétérosexuels. Elle ne coûte rien hormis les différents matériaux nécessaires au recueil du sperme et de l'insémination, cependant elle peut demander beaucoup de temps. En effet, toutes les inséminations artisanales ne fonctionnent pas forcément du premier coup, tout comme pour une procréation par rapport sexuel classique qui peut parfois prendre du temps.

## Insémination artificielle des autres femelles mammifères
Elle est pratiquée de nos jours à grande échelle sur de très nombreuses espèces animales: bovins, caprins, porcins, ovins, équidés…
Cette méthode de reproduction répond à plusieurs objectifs. D'abord l'amélioration génétique du cheptel: en effet grâce à cette technique il est possible de féconder un grand nombre de femelles avec la semence d'un seul mâle. Comme ses descendants hériteront d'une partie de son patrimoine génétique, ce mâle sera choisi en fonction de ses qualités : développement musculaire par exemple pour un taureau de race à viande.
D'autres raisons sont aussi mises en avant : l'économie permise par la réduction de la population de reproducteurs mâles, la limitation des risques sanitaires (maladies sexuellement transmissibles), ou encore le contrôle de la période de mise-bas. Une étude de 2005 a révélé que l'insémination artificielle coûte en moyenne moins cher à la ferme que l'accouplement naturel.

### Techniques

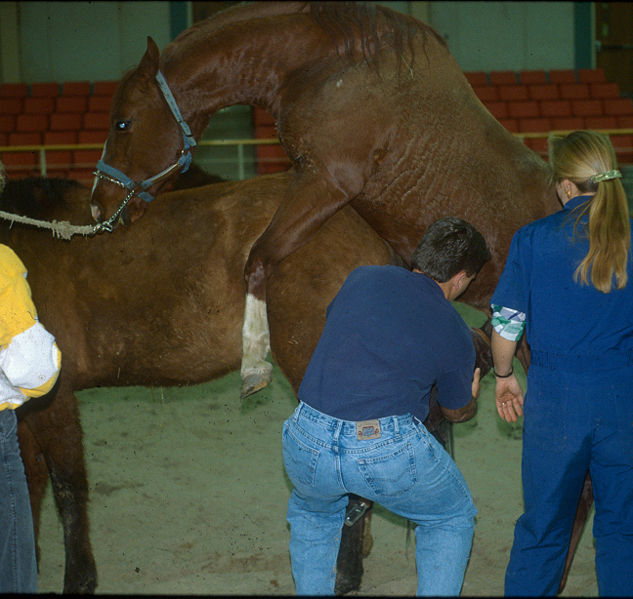
Prélèvement du sperme d'un cheval par l'homme (une jument en chaleur est utilisée pour stimuler l'éjaculation).

- Prélèvement du sperme. En centre de sélection, la semence est prélevée sur des mâles sélectionnés pour leurs performances. À cette fin on utilise généralement un vagin artificiel et divers simulacres visant à stimuler le processus d'éjaculation (mannequin imitant la femelle ou femelle en chaleur).
- Mise en paillettes. La semence est diluée dans du liquide physiologique en laboratoire avant d'être fractionnée en petites doses et refroidie ou congelée, après avoir été mélangée à des cryoprotecteurs tels que le glycérol (la capacité du sperme à supporter la congélation varie selon les espèces). Chaque dose est appelée une paillette. À plusieurs stades, des contrôles sont effectués. Les lots susceptibles de ne pas être fertiles sont retirés.
- Stockage et transport. La facilité de stockage et de transport est liée à l'usage de bonbonnes d'azote liquide.
- Utilisation. Un inséminateur décongèle une paillette et l'introduit dans l'utérus maternel pour assurer la fécondation de l'animal.

### Avantages
- Elle permet la multiplication. Ainsi, un éjaculat dilué permet de donner une centaine de descendants, donnant une diffusion importante des meilleurs reproducteurs mâles et ainsi une amélioration des performances d'une race ou espèce en direction des objectifs de rentabilité recherchés. En monte naturelle bovine, on estime qu'un mâle ne peut féconder que 30 à 40 vaches par an, contre plusieurs milliers pour son congénère en centre de sélection.
- Elle permet la conservation. La semence d'un mâle peut être stockée pendant des années et transportée aisément partout. Cette aptitude est utilisée à grande échelle par les centres de sélection. Les jeunes mâles sont testés sur descendance en même temps que leur semence est recueillie et congelée. Les tests destinés à mesurer les performances de leur progéniture peuvent durer plusieurs années. Lorsqu'un mâle est jugé intéressant au vu des tests, il peut être déjà en fin de vie de reproducteur. Le stock de semence est alors bienvenu pour lui assurer une descendance. Par exemple pour vérifier qu'un taureau de race laitière apporte bien une amélioration en termes de potentiel laitier, il faut qu'un nombre suffisant de ses filles aient vêlé et qu'on ait pu estimer leur production laitière. Cette évaluation nécessite des contrôles (pesées du lait lors de la traite à différents stades de la lactation), que l'on comparera aux performances des mères. Un modèle mathématique permettra ensuite d'estimer la valeur génétique du taureau par rapport à l'ensemble de la population contrôlée : dans le jargon de ce secteur d'activité, on appelle cela l'index.
- Aide à la sauvegarde de races menacées de disparition. Les individus de races à petit effectif sont groupés en familles et l'insémination est dirigée par une association de défense. Chaque famille est séparée entre mâles et femelles et la semence est choisie dans les familles les plus éloignées génétiquement. L'insémination permet de faire voyager la semence là où le transport d'un reproducteur serait trop coûteux. La Norvège, plutôt que d'entretenir des troupeaux bovins de plus de 1 000 individus, seuil où la consanguinité est plus facile à gérer, préfère stocker de la semence. Ainsi, à chaque génération, la semence des jeunes mâles correspondant le mieux au standard de race est stockée. À l'inverse, de la semence de taureaux morts depuis 20 ou 30 ans est réinjectée pour apporter du sang neuf.
- Facilité d'utilisation. Un éleveur peut choisir sur catalogue le mâle qu'il va accoupler avec la femelle de son élevage. Ainsi, il n'a pas besoin de nourrir un mâle à l'année et peut choisir différents géniteurs pour chacune de ses pensionnaires.
- Lutte contre les maladies. Au lendemain de la Seconde Guerre mondiale, des épidémies de fièvre aphteuse et de tuberculose bovine font des ravages. L'isolement recommandé par les vétérinaires est plus facile à maîtriser avec l'insémination : elle permet de féconder les vaches sans déplacement ni contacts physiques directs entre mâles et femelles de troupeaux différents.

### Critiques
- Cette pratique est critiquée par des personnalités de la cause animale comme Jacqueline Bousquet qui a dirigé Pro Anima. D'après elle, cette pratique engendre de la souffrance animale et à terme un affaiblissement des espèces.
- La fécondation n'est pas sûre à 100 %. Une seconde tentative engendre un coût supplémentaire. Dans les élevages où la « monte » est naturelle, l'éleveur ne se soucie pas de l'accouplement. Il a lieu plusieurs fois jusqu'à ce que la fécondation ait lieu.
- Cette pratique a contribué à la forte diminution de la diversité génétique à l'intérieur de certaines espèces, en facilitant la diffusion massive des races les plus productives. Le croisement d'absorption permet de changer de race bovine à l'échelle d'un troupeau en quelques générations. C'est ainsi que l'usage de semences de races très productives sur les races anciennes les a progressivement fait disparaître.
- Le pendant de l'amélioration génétique rapide du cheptel permise par l'insémination artificielle (voie mâle) est l'augmentation de la consanguinité dans la population : quelques individus mâles, à l'image du taureau Prim'Holstein Jocko-Besné, monopolisent une grande partie des gènes de la population et le degré de parenté entre individus augmente inexorablement. Le risque de voir apparaître des tares augmente. Certains caractères qui subissent une forte pression de sélection peuvent entraîner des conséquences négatives sur d'autres caractères : on parle alors de caractères antagonistes. En sélectionnant leurs animaux selon le caractère « vitesse de traite » par exemple, les éleveurs de vaches laitières ont augmenté les risques d'infections de la mamelle (mammite), risque directement lié à la conformation du sphincter responsable de l'éjection du lait.
- Une dérive possible est l'existence de races qui ne peuvent plus se reproduire naturellement. Les poulets élevés en batterie grandissent tellement vite que leur squelette fragile cède sous leur poids. Pour obtenir des reproducteurs de ces races, il est nécessaire de sous-alimenter les individus pour permettre à leur squelette de grandir à la même vitesse que leur masse musculaire. Chez les bovins, la race blanc bleu belge a été sélectionnée sur des individus à la masse musculaire hypertrophiée. Cependant, la monte naturelle est toujours possible. Par ailleurs, les vaches allaitantes doivent souvent vêler par césarienne à cause de la taille importante des veaux.

## Critères pour bénéficier de l'insémination artificielle selon la loi de bioéthique
Selon la loi de bioéthique de 2021, les critères pour bénéficier de l'insémination artificielle sont les suivants :
- L'insémination artificielle peut être réalisée avec le sperme du conjoint ou le sperme congelé d'un donneur anonyme.
- L'insémination artificielle peut être réalisée soit de façon endogène, c'est-à-dire à partir des gamètes du couple, soit de façon exogène à partir d'un don.
- Les deux membres du couple ou la femme non mariée doivent consentir préalablement à l'insémination artificielle ou au transfert des embryons.
- Le projet parental doit être validé par une série d'entretiens avec des professionnels (médecins, psychologues, etc.).
- Les personnes bénéficiant de l'insémination artificielle doivent être en âge de procréer.

Il convient de noter que la loi de bioéthique de 2021 a élargi la (PMA).

## Terminologie et enjeux juridiques et religieux de l'insémination artificielle
L'insémination artificielle (IA) englobe un ensemble de techniques médicales utilisées pour faciliter la procréation humaine. Elle implique la manipulation d'ovocytes et d'embryons humains par divers procédés médicaux complexes, incluant la stimulation ovarienne, la collecte d'ovules et de spermatozoïdes, ainsi que la fécondation in vitro (FIV). Ces interventions permettent d'assister la reproduction pour les couples rencontrant des difficultés à concevoir naturellement, en optimisant les chances de fécondation et de développement embryonnaire.
Lors de l’étude de l’insémination intra-utérine (IIU), il est important de comprendre que plusieurs termes peuvent désigner cette même technique. Bien que le terme « insémination intra-utérine » soit aujourd’hui privilégié pour décrire l’introduction de spermatozoïdes dans l’appareil reproducteur féminin par des méthodes non naturelles, l’expression « insémination artificielle » reste largement utilisée dans les textes juridiques, législatifs et religieux. Des expressions comme « insémination assistée » ou « insémination alternative » sont également employées. Ainsi, lorsqu’on examine les cadres juridiques ou religieux relatifs à cette procédure, il est essentiel d’être attentif à cette diversité terminologique.